# 2MASX J21294374+0640182
2MASX J21294374+0640182 ist eine linsenförmige Galaxie vom Hubble-Typ S0 im Sternbild Pegasus am Nordsternhimmel, die schätzungsweise 779 Millionen Lichtjahre von der Milchstraße entfernt ist. Im selben Himmelsareal befinden sich u. a. die Galaxien NGC 7074 und NGC 7085.